# Helena Jonášová
Helena Jonášová (11. května 1890 Plzeň –) byla česká klavírní pedagožka.

## Životopis
„Dolenský“ uvádí chybný den narození 15. Narodila se v rodině Karla Jonáše redaktora v Plzni a Anny Jonášové-Plichtové z Mladé Boleslavi. Měla sourozence: Růženu Annu Blažkovou (1892), Annu Štěpánku (1895–1896) a Václava Jana (1904–1916).
Helena studovala v pražském hudebním ústavu klavírního pedagoga profesora Adolfa Mikeše. V květnu 1914 vykonala státní zkoušku z klavíru s vyznamenáním (pro vyučování na školách středních a ústavech učitelských). Od roku 1920 do roku 1956 byla profesorkou Státní konzervatoře hudby v Praze.
Byla hudební referentkou časopisu Ženský obzor, členkou Ženského výrobního spolku českého v Praze, jednatelkou Uměleckého sdružení českých učitelek hudby. V Praze XI Žižkov bydlela na adrese Křížkovského 18.